# Bemer Cyclassics 2024
La Bemer Cyclassic 2024 fou la 27a edició de la Bemer Cyclassics, una cursa d'un dia. Tingué lloc el 8 de setembre de 2024 a Alemanya, amb inici i final a la ciutat de Hamburg i un recorregut de 198,5 quilòmetres. Fou el 31è esdeveniment de l'UCI World Tour 2024.
El neerlandès Olav Kooij (Team Visma-Lease a Bike fou el vencedor de la prova després de guanyar l'esprint final. El podi fou completat per l'italià Jonathan Milan (Lidl-Trek) i l'eritreu Biniam Girmay (Intermarché-Wanty), que foren segon i tercer respectivament.

## Equips
| WorldTeams (18)- Alpecin-Deceuninck - Arkéa-B&B Hotels - Astana Qazaqstan Team - Bahrain Victorious - Red Bull-Bora-Hansgrohe - Cofidis - Decathlon-AG2R La Mondiale - EF Education-EasyPost - Groupama-FDJ - Ineos Grenadiers - Intermarché-Wanty - Lidl-Trek - Movistar Team - Soudal Quick-Step - Team dsm-firmenich PostNL - Team Jayco AlUla - Team Visma \| Lease a Bike - UAE Team Emirates ProTeams (5)- Israel-Premier Tech - Lotto Dstny - Q36.5 Pro Cycling Team - Tudor Pro Cycling Team - Uno-X Mobility |
| |

## Classificació final
| \| Classificació general \| Classificació general \| Classificació general \| Classificació general \| Classificació general \| \| Corredor \| Corredor \| Equip \| Temps \| \| \| --------------------- \| --------------------- \| -------------------------- \| --------------------- \| --------------------- \| \| 1r \| Olav Kooij \| Team Visma \\| Lease a Bike \| 3h 39' 49" \| \| \| 2n \| Jonathan Milan \| Lidl-Trek \| + 0" \| \| \| 3r \| Biniam Girmay \| Intermarché-Wanty \| + 0" \| \| \| 4t \| Jordi Meeus \| Red Bull-Bora-Hansgrohe \| + 0" \| \| \| 5è \| Alexander Kristoff \| Uno-X Mobility \| + 0" \| \| \| 6è \| Axel Zingle \| Cofidis \| + 0" \| \| \| 7è \| Jasper Philipsen \| Alpecin-Deceuninck \| + 0" \| \| \| 8è \| Mike Teunissen \| Intermarché-Wanty \| + 0" \| \| \| 9è \| Matteo Trentin \| Tudor Pro Cycling Team \| + 0" \| \| \| 10è \| Stefano Oldani \| Cofidis \| + 0" \| \| |                    |                            |            |
| |                    |                            |            |
| Font: ProCyclingStats |                    |                            |            |
| Classificació general |                    |                            |            |
| Corredor | Corredor           | Equip                      | Temps      |
| 1r | Olav Kooij         | Team Visma \| Lease a Bike | 3h 39' 49" |
| 2n | Jonathan Milan     | Lidl-Trek                  | + 0"       |
| 3r | Biniam Girmay      | Intermarché-Wanty          | + 0"       |
| 4t | Jordi Meeus        | Red Bull-Bora-Hansgrohe    | + 0"       |
| 5è | Alexander Kristoff | Uno-X Mobility             | + 0"       |
| 6è | Axel Zingle        | Cofidis                    | + 0"       |
| 7è | Jasper Philipsen   | Alpecin-Deceuninck         | + 0"       |
| 8è | Mike Teunissen     | Intermarché-Wanty          | + 0"       |
| 9è | Matteo Trentin     | Tudor Pro Cycling Team     | + 0"       |
| 10è | Stefano Oldani     | Cofidis                    | + 0"       |

## Participants
| Lidl-Trek LTK | Lidl-Trek LTK         | Lidl-Trek LTK |
| ------------- | --------------------- | ------------- |
| Núm           | Ciclista              | Pos           |
| 1             | Jonathan Milan (ITA)  | 2n            |
| 2             | Simone Consonni (ITA) | 34è           |
| 3             | Tim Declercq (BEL)    | 132è          |
| 4             | Daan Hoole (NED)      | 87è           |
| 5             | Alex Kirsch (LUX)     | 58è           |
| 6             | Jacopo Mosca (ITA)    | NP            |
| 7             | Edward Theuns (BEL)   | 67è           |

| Red Bull-Bora-Hansgrohe RBH | Red Bull-Bora-Hansgrohe RBH | Red Bull-Bora-Hansgrohe RBH |
| --------------------------- | --------------------------- | --------------------------- |
| Núm                         | Ciclista                    | Pos                         |
| 11                          | Danny van Poppel (NED)      | 14è                         |
| 12                          | Marco Haller (AUT)          | 45è                         |
| 13                          | Bob Jungels (LUX)           | 135è                        |
| 14                          | Jonas Koch (GER)            | 69è                         |
| 15                          | Jordi Meeus (BEL)           | 4t                          |
| 16                          | Maximilian Schachmann (GER) | 47è                         |
| 17                          | Matteo Sobrero (ITA)        | 97è                         |

| Ineos Grenadiers IGD | Ineos Grenadiers IGD               | Ineos Grenadiers IGD |
| -------------------- | ---------------------------------- | -------------------- |
| Núm                  | Ciclista                           | Pos                  |
| 21                   | Elia Viviani (ITA)                 | 52è                  |
| 22                   | Jonathan Castroviejo Nicolás (ESP) | 108è                 |
| 23                   | Laurens De Plus (BEL)              | 50è                  |
| 24                   | Michael Leonard (CAN)              | 112è                 |
| 25                   | Salvatore Puccio (ITA)             | 82è                  |
| 26                   | Artem Shmidt (USA)                 | 68è                  |
| 27                   | Joshua Tarling (GBR)               | 60è                  |

| Arkéa-B&B Hotels ARK | Arkéa-B&B Hotels ARK    | Arkéa-B&B Hotels ARK |
| -------------------- | ----------------------- | -------------------- |
| Núm                  | Ciclista                | Pos                  |
| 31                   | Arnaud Démare (FRA)     | 12è                  |
| 32                   | Jenthe Biermans (BEL)   | 46è                  |
| 33                   | Anthony Delaplace (FRA) | 53è                  |
| 34                   | Matis Louvel (FRA)      | 72è                  |
| 35                   | Daniel McLay (GBR)      | 64è                  |
| 36                   | Alan Riou (FRA)         | 126è                 |
| 37                   | Miles Scotson (AUS)     | NP                   |

| Groupama-FDJ GFC | Groupama-FDJ GFC      | Groupama-FDJ GFC |
| ---------------- | --------------------- | ---------------- |
| Núm              | Ciclista              | Pos              |
| 41               | Lewis Askey (GBR)     | 89è              |
| 42               | Cyril Barthe (FRA)    | 31è              |
| 43               | Fabian Lienhard (SUI) | 32è              |
| 44               | Paul Penhoët (FRA)    | DNF              |
| 45               | Clément Russo (FRA)   | 24è              |
| 46               | Thibaud Gruel (FRA)   | 37è              |
| 47               | Rudy Molard (FRA)     | 49è              |

| Soudal Quick-Step SOQ | Soudal Quick-Step SOQ    | Soudal Quick-Step SOQ |
| --------------------- | ------------------------ | --------------------- |
| Núm                   | Ciclista                 | Pos                   |
| 51                    | Tim Merlier (BEL)        | DNF                   |
| 52                    | Ayco Bastiaens (BEL)     | 105è                  |
| 53                    | Josef Černý (CZE)        | 134è                  |
| 54                    | Luke Lamperti (USA)      | 13è                   |
| 55                    | Pieter Serry (BEL)       | 95è                   |
| 56                    | Bert Van Lerberghe (BEL) | 59è                   |
| 57                    | Warre Vangheluwe (BEL)   | DNF                   |

| Lotto Dstny LTD | Lotto Dstny LTD            | Lotto Dstny LTD |
| --------------- | -------------------------- | --------------- |
| Núm             | Ciclista                   | Pos             |
| 61              | Arnaud De Lie (BEL) (ruta) | 21è             |
| 62              | Logan Currie (NZL)         | 136è            |
| 63              | Jasper De Buyst (BEL)      | DNF             |
| 64              | Sébastien Grignard (BEL)   | 128è            |
| 65              | Liam Slock (BEL)           | 39è             |
| 66              | Brent Van Moer (BEL)       | 107è            |
| 67              | Florian Vermeersch (BEL)   | 61è             |

| UAE Team Emirates UAD | UAE Team Emirates UAD            | UAE Team Emirates UAD |
| --------------------- | -------------------------------- | --------------------- |
| Núm                   | Ciclista                         | Pos                   |
| 71                    | Nils Politt (GER)                | 36è                   |
| 72                    | Ivo Oliveira (POR)               | 109è                  |
| 73                    | Mikkel Bjerg (DEN)               | DNF                   |
| 74                    | Felix Großschartner (AUT)        | 98è                   |
| 75                    | Sebastián Molano Benavides (COL) | DNF                   |
| 76                    | António Morgado (POR)            | 110è                  |
| 77                    | Tim Wellens (BEL)                | 25è                   |

| Astana Qazaqstan Team AST | Astana Qazaqstan Team AST | Astana Qazaqstan Team AST |
| ------------------------- | ------------------------- | ------------------------- |
| Núm                       | Ciclista                  | Pos                       |
| 81                        | Max Kanter (GER)          | DNF                       |
| 82                        | Davide Ballerini (ITA)    | 22è                       |
| 83                        | Cees Bol (NED)            | 57è                       |
| 84                        | Yevgeniy Fedorov (KAZ)    | 86è                       |
| 85                        | Daniil Marukhin (KAZ)     | 119è                      |
| 86                        | Michael Mørkøv (DEN)      | 116è                      |
| 87                        | Rüdiger Selig (GER)       | DNF                       |

| Intermarché-Wanty IWA | Intermarché-Wanty IWA    | Intermarché-Wanty IWA |
| --------------------- | ------------------------ | --------------------- |
| Núm                   | Ciclista                 | Pos                   |
| 91                    | Biniam Girmay (ERI)      | 3r                    |
| 92                    | Francesco Busatto (ITA)  | 43è                   |
| 93                    | Madis Mihkels (EST)      | 51è                   |
| 94                    | Laurenz Rex (BEL)        | 26è                   |
| 95                    | Mike Teunissen (NED)     | 8è                    |
| 96                    | Taco van der Hoorn (NED) | 99è                   |
| 97                    | Georg Zimmermann (GER)   | 33è                   |

| Team Visma \| Lease a Bike TVL | Team Visma \| Lease a Bike TVL  | Team Visma \| Lease a Bike TVL |
| ------------------------------ | ------------------------------- | ------------------------------ |
| Núm                            | Ciclista                        | Pos                            |
| 101                            | Olav Kooij (NED)                | 1r                             |
| 102                            | Koen Bouwman (NED)              | 101è                           |
| 103                            | Christophe Laporte (FRA) (ruta) | 48è                            |
| 104                            | Tosh Van der Sande (BEL)        | 125è                           |
| 105                            | Mick van Dijke (NED)            | 65è                            |
| 106                            | Tim Van Dijke (NED)             | DNF                            |
| 107                            | Julien Vermote (BEL)            | 106è                           |

| Team Jayco AlUla JAY | Team Jayco AlUla JAY          | Team Jayco AlUla JAY |
| -------------------- | ----------------------------- | -------------------- |
| Núm                  | Ciclista                      | Pos                  |
| 111                  | Caleb Ewan (AUS)              | 103è                 |
| 112                  | Anders Foldager (DEN)         | 27è                  |
| 113                  | Michael Hepburn (AUS)         | 117è                 |
| 114                  | Christopher Juul-Jensen (DEN) | DNF                  |
| 115                  | Luka Mezgec (SLO)             | 92è                  |
| 116                  | Kelland O'Brien (AUS)         | 104è                 |
| 117                  | Blake Quick (AUS)             | 120è                 |

| EF Education-EasyPost EFE | EF Education-EasyPost EFE   | EF Education-EasyPost EFE |
| ------------------------- | --------------------------- | ------------------------- |
| Núm                       | Ciclista                    | Pos                       |
| 121                       | Mikkel Frølich Honoré (DEN) | 30è                       |
| 122                       | Stefan Bissegger (SUI)      | 18è                       |
| 123                       | Simon Carr (GBR)            | 133è                      |
| 124                       | Stefan de Bod (RSA)         | 83è                       |
| 125                       | Jack Rootkin-Gray (GBR)     | 113è                      |
| 126                       | Jonas Rutsch (GER)          | 35è                       |
| 127                       | Marijn van den Berg (NED)   | 85è                       |

| Movistar Team MOV | Movistar Team MOV                 | Movistar Team MOV |
| ----------------- | --------------------------------- | ----------------- |
| Núm               | Ciclista                          | Pos               |
| 131               | Fernando Gaviria Rendón (COL)     | DNF               |
| 132               | Alexander Aranburu Deba (ESP)     | 93è               |
| 133               | Jon Barrenetxea (ESP)             | 29è               |
| 134               | Rémi Cavagna (FRA)                | DNF               |
| 135               | Davide Cimolai (ITA)              | 90è               |
| 136               | Iván García Cortina (ESP)         | 15è               |
| 137               | Mathias Norsgaard Jørgensen (DEN) | 137è              |

| Israel-Premier Tech IPT | Israel-Premier Tech IPT   | Israel-Premier Tech IPT |
| ----------------------- | ------------------------- | ----------------------- |
| Núm                     | Ciclista                  | Pos                     |
| 141                     | Pascal Ackermann (GER)    | 121è                    |
| 142                     | Hugo Hofstetter (FRA)     | 16è                     |
| 143                     | Oded Kogut (ISR)          | DNF                     |
| 144                     | Riley Pickrell (CAN)      | DNF                     |
| 145                     | Mads Würtz Schmidt (DEN)  | DNF                     |
| 146                     | Michael Schwarzmann (GER) | 76è                     |
| 147                     | Tom Van Asbroeck (BEL)    | 74è                     |

| Uno-X Mobility UXM | Uno-X Mobility UXM            | Uno-X Mobility UXM |
| ------------------ | ----------------------------- | ------------------ |
| Núm                | Ciclista                      | Pos                |
| 151                | Alexander Kristoff (NOR)      | 5è                 |
| 152                | Idar Andersen (NOR)           | 70è                |
| 153                | Fredrik Dversnes (NOR)        | 40è                |
| 154                | Jonas Iversby Hvideberg (NOR) | 94è                |
| 155                | Niklas Larsen (DEN)           | 56è                |
| 156                | William Blume Levy (DEN)      | 55è                |
| 157                | Anders Skaarseth (NOR)        | 123è               |

| Team dsm-firmenich PostNL DFP | Team dsm-firmenich PostNL DFP | Team dsm-firmenich PostNL DFP |
| ----------------------------- | ----------------------------- | ----------------------------- |
| Núm                           | Ciclista                      | Pos                           |
| 161                           | John Degenkolb (GER)          | 77è                           |
| 162                           | Tobias Lund Andresen (DEN)    | 11è                           |
| 163                           | Romain Combaud (FRA)          | 79è                           |
| 164                           | Patrick Eddy (AUS)            | 130è                          |
| 165                           | Alexander Edmondson (AUS)     | DNF                           |
| 166                           | Niklas Märkl (GER)            | 71è                           |
| 167                           | Bram Welten (NED)             | 63è                           |

| Decathlon-AG2R La Mondiale DAT | Decathlon-AG2R La Mondiale DAT | Decathlon-AG2R La Mondiale DAT |
| ------------------------------ | ------------------------------ | ------------------------------ |
| Núm                            | Ciclista                       | Pos                            |
| 171                            | Dorian Godon (FRA)             | 20è                            |
| 172                            | Oliver Naesen (BEL)            | 23è                            |
| 173                            | Nans Peters (FRA)              | 80è                            |
| 174                            | Damien Touzé (FRA)             | 44è                            |
| 175                            | Bastien Tronchon (FRA)         | 91è                            |
| 176                            | Andrea Vendrame (ITA)          | 114è                           |
| 177                            | Lawrence Warbasse (USA)        | 38è                            |

| Bahrain Victorious TBV | Bahrain Victorious TBV    | Bahrain Victorious TBV |
| ---------------------- | ------------------------- | ---------------------- |
| Núm                    | Ciclista                  | Pos                    |
| 181                    | Phil Bauhaus (GER)        | 96è                    |
| 182                    | Yukiya Arashiro (JPN)     | 84è                    |
| 183                    | Nikias Arndt (GER)        | 17è                    |
| 184                    | Alberto Bruttomesso (ITA) | 131è                   |
| 185                    | Robert Stannard (AUS)     | 88è                    |
| 186                    | Łukasz Wiśniowski (POL)   | 127è                   |
| 187                    | Fred Wright (GBR)         | 42è                    |

| Alpecin-Deceuninck ADC | Alpecin-Deceuninck ADC     | Alpecin-Deceuninck ADC |
| ---------------------- | -------------------------- | ---------------------- |
| Núm                    | Ciclista                   | Pos                    |
| 191                    | Jasper Philipsen (BEL)     | 7è                     |
| 192                    | Sam Gaze (NZL)             | 66è                    |
| 193                    | Jimmy Janssens (BEL)       | 129è                   |
| 194                    | Timo Kielich (BEL)         | DNF                    |
| 195                    | Søren Kragh Andersen (DEN) | 54è                    |
| 196                    | Senne Leysen (BEL)         | DNF                    |
| 197                    | Jonas Rickaert (BEL)       | 124è                   |

| Tudor Pro Cycling Team TUD | Tudor Pro Cycling Team TUD | Tudor Pro Cycling Team TUD |
| -------------------------- | -------------------------- | -------------------------- |
| Núm                        | Ciclista                   | Pos                        |
| 201                        | Matteo Trentin (ITA)       | 9è                         |
| 202                        | Alberto Dainese (ITA)      | DNF                        |
| 203                        | Robin Froidevaux (SUI)     | DNF                        |
| 204                        | Miká Heming (GER)          | DNF                        |
| 205                        | Marius Mayrhofer (GER)     | 62è                        |
| 206                        | Florian Stork (GER)        | 122è                       |
| 207                        | Roland Thalmann (SUI)      | DNF                        |

| Cofidis COF | Cofidis COF                 | Cofidis COF |
| ----------- | --------------------------- | ----------- |
| Núm         | Ciclista                    | Pos         |
| 211         | Simon Geschke (GER)         | 102è        |
| 212         | Stanisław Aniołkowski (POL) | 81è         |
| 213         | Bryan Coquard (FRA)         | 100è        |
| 214         | Aimé De Gendt (BEL)         | 41è         |
| 215         | Alexis Gougeard (FRA)       | 115è        |
| 216         | Stefano Oldani (ITA)        | 10è         |
| 217         | Axel Zingle (FRA)           | 6è          |

| Q36.5 Pro Cycling Team Q36 | Q36.5 Pro Cycling Team Q36  | Q36.5 Pro Cycling Team Q36 |
| -------------------------- | --------------------------- | -------------------------- |
| Núm                        | Ciclista                    | Pos                        |
| 221                        | Giacomo Nizzolo (ITA)       | 73è                        |
| 222                        | Xabier Mikel Azparren (ESP) | 111è                       |
| 223                        | Fabio Christen (SUI)        | 28è                        |
| 224                        | Tobias Ludvigsson (SWE)     | 118è                       |
| 225                        | Cyrus Monk (AUS)            | 78è                        |
| 226                        | Nicolò Parisini (ITA)       | 19è                        |
| 227                        | Jannik Steimle (GER)        | 75è                        |

| Lidl-Trek LTK | Lidl-Trek LTK         | Lidl-Trek LTK |
| ------------- | --------------------- | ------------- |
| Núm           | Ciclista              | Pos           |
| 1             | Jonathan Milan (ITA)  | 2n            |
| 2             | Simone Consonni (ITA) | 34è           |
| 3             | Tim Declercq (BEL)    | 132è          |
| 4             | Daan Hoole (NED)      | 87è           |
| 5             | Alex Kirsch (LUX)     | 58è           |
| 6             | Jacopo Mosca (ITA)    | NP            |
| 7             | Edward Theuns (BEL)   | 67è           |

| Red Bull-Bora-Hansgrohe RBH | Red Bull-Bora-Hansgrohe RBH | Red Bull-Bora-Hansgrohe RBH |
| --------------------------- | --------------------------- | --------------------------- |
| Núm                         | Ciclista                    | Pos                         |
| 11                          | Danny van Poppel (NED)      | 14è                         |
| 12                          | Marco Haller (AUT)          | 45è                         |
| 13                          | Bob Jungels (LUX)           | 135è                        |
| 14                          | Jonas Koch (GER)            | 69è                         |
| 15                          | Jordi Meeus (BEL)           | 4t                          |
| 16                          | Maximilian Schachmann (GER) | 47è                         |
| 17                          | Matteo Sobrero (ITA)        | 97è                         |

| Ineos Grenadiers IGD | Ineos Grenadiers IGD               | Ineos Grenadiers IGD |
| -------------------- | ---------------------------------- | -------------------- |
| Núm                  | Ciclista                           | Pos                  |
| 21                   | Elia Viviani (ITA)                 | 52è                  |
| 22                   | Jonathan Castroviejo Nicolás (ESP) | 108è                 |
| 23                   | Laurens De Plus (BEL)              | 50è                  |
| 24                   | Michael Leonard (CAN)              | 112è                 |
| 25                   | Salvatore Puccio (ITA)             | 82è                  |
| 26                   | Artem Shmidt (USA)                 | 68è                  |
| 27                   | Joshua Tarling (GBR)               | 60è                  |

| Arkéa-B&B Hotels ARK | Arkéa-B&B Hotels ARK    | Arkéa-B&B Hotels ARK |
| -------------------- | ----------------------- | -------------------- |
| Núm                  | Ciclista                | Pos                  |
| 31                   | Arnaud Démare (FRA)     | 12è                  |
| 32                   | Jenthe Biermans (BEL)   | 46è                  |
| 33                   | Anthony Delaplace (FRA) | 53è                  |
| 34                   | Matis Louvel (FRA)      | 72è                  |
| 35                   | Daniel McLay (GBR)      | 64è                  |
| 36                   | Alan Riou (FRA)         | 126è                 |
| 37                   | Miles Scotson (AUS)     | NP                   |

| Groupama-FDJ GFC | Groupama-FDJ GFC      | Groupama-FDJ GFC |
| ---------------- | --------------------- | ---------------- |
| Núm              | Ciclista              | Pos              |
| 41               | Lewis Askey (GBR)     | 89è              |
| 42               | Cyril Barthe (FRA)    | 31è              |
| 43               | Fabian Lienhard (SUI) | 32è              |
| 44               | Paul Penhoët (FRA)    | DNF              |
| 45               | Clément Russo (FRA)   | 24è              |
| 46               | Thibaud Gruel (FRA)   | 37è              |
| 47               | Rudy Molard (FRA)     | 49è              |

| Soudal Quick-Step SOQ | Soudal Quick-Step SOQ    | Soudal Quick-Step SOQ |
| --------------------- | ------------------------ | --------------------- |
| Núm                   | Ciclista                 | Pos                   |
| 51                    | Tim Merlier (BEL)        | DNF                   |
| 52                    | Ayco Bastiaens (BEL)     | 105è                  |
| 53                    | Josef Černý (CZE)        | 134è                  |
| 54                    | Luke Lamperti (USA)      | 13è                   |
| 55                    | Pieter Serry (BEL)       | 95è                   |
| 56                    | Bert Van Lerberghe (BEL) | 59è                   |
| 57                    | Warre Vangheluwe (BEL)   | DNF                   |

| Lotto Dstny LTD | Lotto Dstny LTD            | Lotto Dstny LTD |
| --------------- | -------------------------- | --------------- |
| Núm             | Ciclista                   | Pos             |
| 61              | Arnaud De Lie (BEL) (ruta) | 21è             |
| 62              | Logan Currie (NZL)         | 136è            |
| 63              | Jasper De Buyst (BEL)      | DNF             |
| 64              | Sébastien Grignard (BEL)   | 128è            |
| 65              | Liam Slock (BEL)           | 39è             |
| 66              | Brent Van Moer (BEL)       | 107è            |
| 67              | Florian Vermeersch (BEL)   | 61è             |

| UAE Team Emirates UAD | UAE Team Emirates UAD            | UAE Team Emirates UAD |
| --------------------- | -------------------------------- | --------------------- |
| Núm                   | Ciclista                         | Pos                   |
| 71                    | Nils Politt (GER)                | 36è                   |
| 72                    | Ivo Oliveira (POR)               | 109è                  |
| 73                    | Mikkel Bjerg (DEN)               | DNF                   |
| 74                    | Felix Großschartner (AUT)        | 98è                   |
| 75                    | Sebastián Molano Benavides (COL) | DNF                   |
| 76                    | António Morgado (POR)            | 110è                  |
| 77                    | Tim Wellens (BEL)                | 25è                   |

| Astana Qazaqstan Team AST | Astana Qazaqstan Team AST | Astana Qazaqstan Team AST |
| ------------------------- | ------------------------- | ------------------------- |
| Núm                       | Ciclista                  | Pos                       |
| 81                        | Max Kanter (GER)          | DNF                       |
| 82                        | Davide Ballerini (ITA)    | 22è                       |
| 83                        | Cees Bol (NED)            | 57è                       |
| 84                        | Yevgeniy Fedorov (KAZ)    | 86è                       |
| 85                        | Daniil Marukhin (KAZ)     | 119è                      |
| 86                        | Michael Mørkøv (DEN)      | 116è                      |
| 87                        | Rüdiger Selig (GER)       | DNF                       |

| Intermarché-Wanty IWA | Intermarché-Wanty IWA    | Intermarché-Wanty IWA |
| --------------------- | ------------------------ | --------------------- |
| Núm                   | Ciclista                 | Pos                   |
| 91                    | Biniam Girmay (ERI)      | 3r                    |
| 92                    | Francesco Busatto (ITA)  | 43è                   |
| 93                    | Madis Mihkels (EST)      | 51è                   |
| 94                    | Laurenz Rex (BEL)        | 26è                   |
| 95                    | Mike Teunissen (NED)     | 8è                    |
| 96                    | Taco van der Hoorn (NED) | 99è                   |
| 97                    | Georg Zimmermann (GER)   | 33è                   |

| Team Visma \| Lease a Bike TVL | Team Visma \| Lease a Bike TVL  | Team Visma \| Lease a Bike TVL |
| ------------------------------ | ------------------------------- | ------------------------------ |
| Núm                            | Ciclista                        | Pos                            |
| 101                            | Olav Kooij (NED)                | 1r                             |
| 102                            | Koen Bouwman (NED)              | 101è                           |
| 103                            | Christophe Laporte (FRA) (ruta) | 48è                            |
| 104                            | Tosh Van der Sande (BEL)        | 125è                           |
| 105                            | Mick van Dijke (NED)            | 65è                            |
| 106                            | Tim Van Dijke (NED)             | DNF                            |
| 107                            | Julien Vermote (BEL)            | 106è                           |

| Team Jayco AlUla JAY | Team Jayco AlUla JAY          | Team Jayco AlUla JAY |
| -------------------- | ----------------------------- | -------------------- |
| Núm                  | Ciclista                      | Pos                  |
| 111                  | Caleb Ewan (AUS)              | 103è                 |
| 112                  | Anders Foldager (DEN)         | 27è                  |
| 113                  | Michael Hepburn (AUS)         | 117è                 |
| 114                  | Christopher Juul-Jensen (DEN) | DNF                  |
| 115                  | Luka Mezgec (SLO)             | 92è                  |
| 116                  | Kelland O'Brien (AUS)         | 104è                 |
| 117                  | Blake Quick (AUS)             | 120è                 |

| EF Education-EasyPost EFE | EF Education-EasyPost EFE   | EF Education-EasyPost EFE |
| ------------------------- | --------------------------- | ------------------------- |
| Núm                       | Ciclista                    | Pos                       |
| 121                       | Mikkel Frølich Honoré (DEN) | 30è                       |
| 122                       | Stefan Bissegger (SUI)      | 18è                       |
| 123                       | Simon Carr (GBR)            | 133è                      |
| 124                       | Stefan de Bod (RSA)         | 83è                       |
| 125                       | Jack Rootkin-Gray (GBR)     | 113è                      |
| 126                       | Jonas Rutsch (GER)          | 35è                       |
| 127                       | Marijn van den Berg (NED)   | 85è                       |

| Movistar Team MOV | Movistar Team MOV                 | Movistar Team MOV |
| ----------------- | --------------------------------- | ----------------- |
| Núm               | Ciclista                          | Pos               |
| 131               | Fernando Gaviria Rendón (COL)     | DNF               |
| 132               | Alexander Aranburu Deba (ESP)     | 93è               |
| 133               | Jon Barrenetxea (ESP)             | 29è               |
| 134               | Rémi Cavagna (FRA)                | DNF               |
| 135               | Davide Cimolai (ITA)              | 90è               |
| 136               | Iván García Cortina (ESP)         | 15è               |
| 137               | Mathias Norsgaard Jørgensen (DEN) | 137è              |

| Israel-Premier Tech IPT | Israel-Premier Tech IPT   | Israel-Premier Tech IPT |
| ----------------------- | ------------------------- | ----------------------- |
| Núm                     | Ciclista                  | Pos                     |
| 141                     | Pascal Ackermann (GER)    | 121è                    |
| 142                     | Hugo Hofstetter (FRA)     | 16è                     |
| 143                     | Oded Kogut (ISR)          | DNF                     |
| 144                     | Riley Pickrell (CAN)      | DNF                     |
| 145                     | Mads Würtz Schmidt (DEN)  | DNF                     |
| 146                     | Michael Schwarzmann (GER) | 76è                     |
| 147                     | Tom Van Asbroeck (BEL)    | 74è                     |

| Uno-X Mobility UXM | Uno-X Mobility UXM            | Uno-X Mobility UXM |
| ------------------ | ----------------------------- | ------------------ |
| Núm                | Ciclista                      | Pos                |
| 151                | Alexander Kristoff (NOR)      | 5è                 |
| 152                | Idar Andersen (NOR)           | 70è                |
| 153                | Fredrik Dversnes (NOR)        | 40è                |
| 154                | Jonas Iversby Hvideberg (NOR) | 94è                |
| 155                | Niklas Larsen (DEN)           | 56è                |
| 156                | William Blume Levy (DEN)      | 55è                |
| 157                | Anders Skaarseth (NOR)        | 123è               |

| Team dsm-firmenich PostNL DFP | Team dsm-firmenich PostNL DFP | Team dsm-firmenich PostNL DFP |
| ----------------------------- | ----------------------------- | ----------------------------- |
| Núm                           | Ciclista                      | Pos                           |
| 161                           | John Degenkolb (GER)          | 77è                           |
| 162                           | Tobias Lund Andresen (DEN)    | 11è                           |
| 163                           | Romain Combaud (FRA)          | 79è                           |
| 164                           | Patrick Eddy (AUS)            | 130è                          |
| 165                           | Alexander Edmondson (AUS)     | DNF                           |
| 166                           | Niklas Märkl (GER)            | 71è                           |
| 167                           | Bram Welten (NED)             | 63è                           |

| Decathlon-AG2R La Mondiale DAT | Decathlon-AG2R La Mondiale DAT | Decathlon-AG2R La Mondiale DAT |
| ------------------------------ | ------------------------------ | ------------------------------ |
| Núm                            | Ciclista                       | Pos                            |
| 171                            | Dorian Godon (FRA)             | 20è                            |
| 172                            | Oliver Naesen (BEL)            | 23è                            |
| 173                            | Nans Peters (FRA)              | 80è                            |
| 174                            | Damien Touzé (FRA)             | 44è                            |
| 175                            | Bastien Tronchon (FRA)         | 91è                            |
| 176                            | Andrea Vendrame (ITA)          | 114è                           |
| 177                            | Lawrence Warbasse (USA)        | 38è                            |

| Bahrain Victorious TBV | Bahrain Victorious TBV    | Bahrain Victorious TBV |
| ---------------------- | ------------------------- | ---------------------- |
| Núm                    | Ciclista                  | Pos                    |
| 181                    | Phil Bauhaus (GER)        | 96è                    |
| 182                    | Yukiya Arashiro (JPN)     | 84è                    |
| 183                    | Nikias Arndt (GER)        | 17è                    |
| 184                    | Alberto Bruttomesso (ITA) | 131è                   |
| 185                    | Robert Stannard (AUS)     | 88è                    |
| 186                    | Łukasz Wiśniowski (POL)   | 127è                   |
| 187                    | Fred Wright (GBR)         | 42è                    |

| Alpecin-Deceuninck ADC | Alpecin-Deceuninck ADC     | Alpecin-Deceuninck ADC |
| ---------------------- | -------------------------- | ---------------------- |
| Núm                    | Ciclista                   | Pos                    |
| 191                    | Jasper Philipsen (BEL)     | 7è                     |
| 192                    | Sam Gaze (NZL)             | 66è                    |
| 193                    | Jimmy Janssens (BEL)       | 129è                   |
| 194                    | Timo Kielich (BEL)         | DNF                    |
| 195                    | Søren Kragh Andersen (DEN) | 54è                    |
| 196                    | Senne Leysen (BEL)         | DNF                    |
| 197                    | Jonas Rickaert (BEL)       | 124è                   |

| Tudor Pro Cycling Team TUD | Tudor Pro Cycling Team TUD | Tudor Pro Cycling Team TUD |
| -------------------------- | -------------------------- | -------------------------- |
| Núm                        | Ciclista                   | Pos                        |
| 201                        | Matteo Trentin (ITA)       | 9è                         |
| 202                        | Alberto Dainese (ITA)      | DNF                        |
| 203                        | Robin Froidevaux (SUI)     | DNF                        |
| 204                        | Miká Heming (GER)          | DNF                        |
| 205                        | Marius Mayrhofer (GER)     | 62è                        |
| 206                        | Florian Stork (GER)        | 122è                       |
| 207                        | Roland Thalmann (SUI)      | DNF                        |

| Cofidis COF | Cofidis COF                 | Cofidis COF |
| ----------- | --------------------------- | ----------- |
| Núm         | Ciclista                    | Pos         |
| 211         | Simon Geschke (GER)         | 102è        |
| 212         | Stanisław Aniołkowski (POL) | 81è         |
| 213         | Bryan Coquard (FRA)         | 100è        |
| 214         | Aimé De Gendt (BEL)         | 41è         |
| 215         | Alexis Gougeard (FRA)       | 115è        |
| 216         | Stefano Oldani (ITA)        | 10è         |
| 217         | Axel Zingle (FRA)           | 6è          |

| Q36.5 Pro Cycling Team Q36 | Q36.5 Pro Cycling Team Q36  | Q36.5 Pro Cycling Team Q36 |
| -------------------------- | --------------------------- | -------------------------- |
| Núm                        | Ciclista                    | Pos                        |
| 221                        | Giacomo Nizzolo (ITA)       | 73è                        |
| 222                        | Xabier Mikel Azparren (ESP) | 111è                       |
| 223                        | Fabio Christen (SUI)        | 28è                        |
| 224                        | Tobias Ludvigsson (SWE)     | 118è                       |
| 225                        | Cyrus Monk (AUS)            | 78è                        |
| 226                        | Nicolò Parisini (ITA)       | 19è                        |
| 227                        | Jannik Steimle (GER)        | 75è                        |